# Skałka
Skałka, nebo Skałka w Rydułtowach, je malý pískovcový skalní útes u sídliště ve městě Rydułtowy v okrese Wodzisław ve Slezském vojvodství v jižním Polsku.

## Geologie a geografie
Skałka je tvořena karbonskými pískovci vzniklých z písčitých a jílovitých sedimentů bývalého moře v Hornoslezské uhelné pánvi. Pískovec je zde střednězrnný až jemnozrnný s příměsí hrubších zrn. Výchozy skal byly více odhaleny těžbou pískovce v minulosti. Výška útesu je nejvíce cca 8 metrů a délka přibližně 50 metrů. V 60. a 70. letech 20. století bylo postaveno v bezprostřední blízkosti Skałky panelové sídliště.

## Národní památník
Během druhé světové války byla Skałka také popravčí zdí smrti vězňů pobočky nedalekého koncentračního tábora Auschwitz-Birkenau (Osvětim). Místo je také národním památníkem této smutné události.

## Galerie

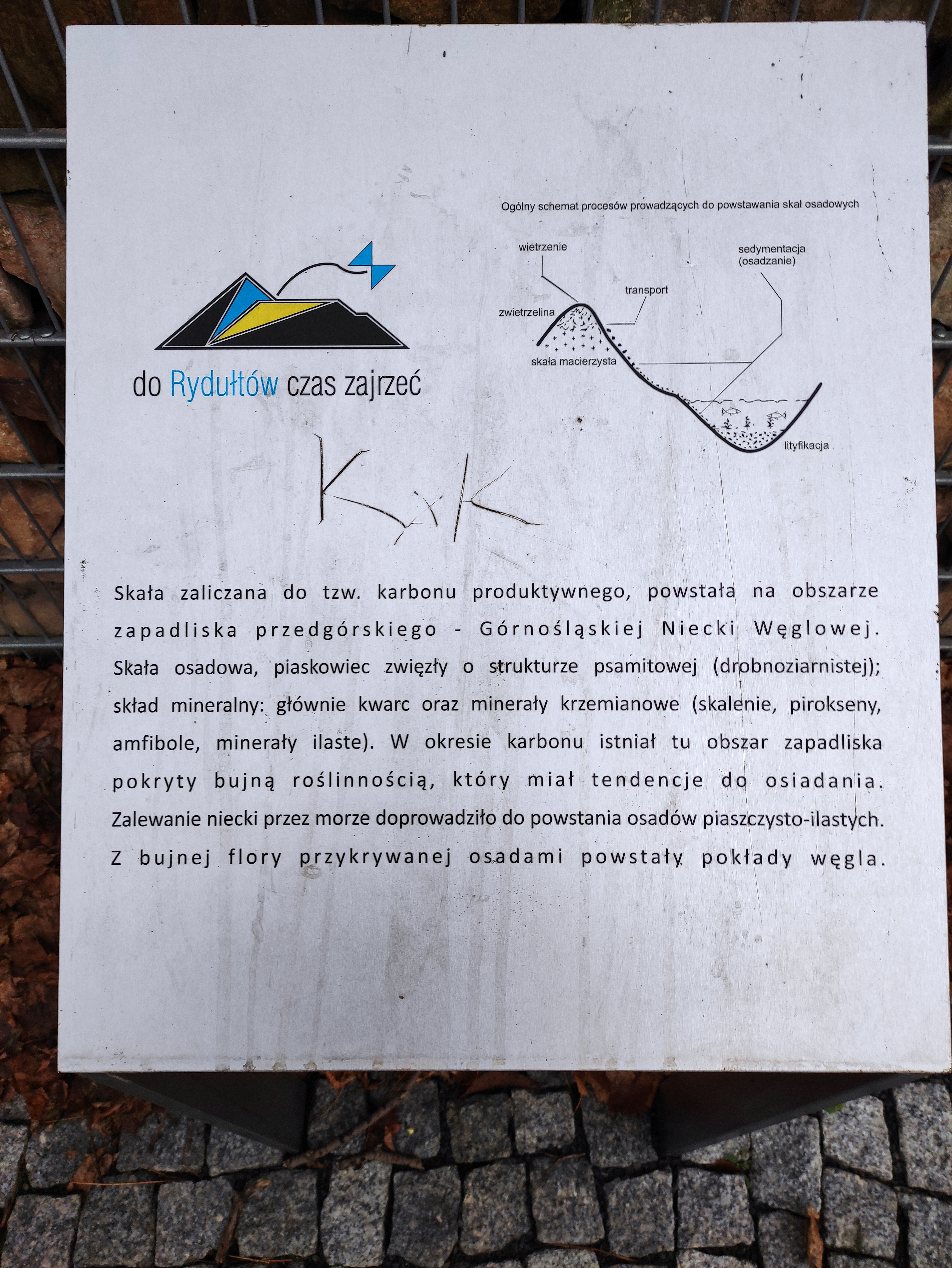
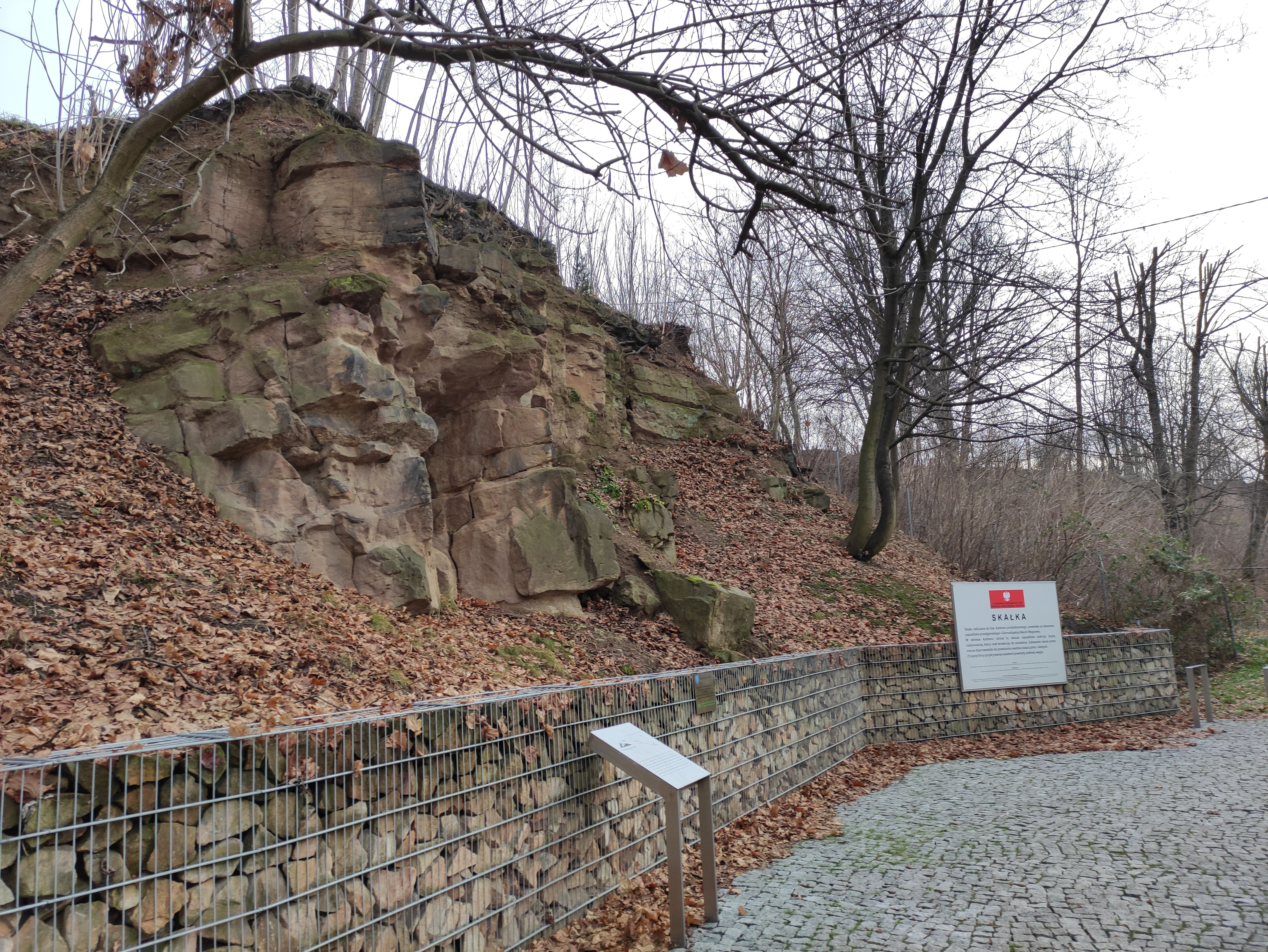